# Ładuszkin
Ładuszkin (ros. Ладушкин, dawniej pol. Ludwikowo, niem. Ludwigsort) – miasto w Rosji, w obwodzie królewieckim. W 2021 roku liczyło 3820 mieszkańców.
Założone w 1314. Regionalny ośrodek ruchu turystycznego – w pobliżu m.in. Uszakowo, Balga, Zalew Wiślany. Znajduje tu się stacja kolejowa Ładuszkin, położona na linii Królewiec – Mamonowo.